# Euphaea ornata
Euphaea ornata – gatunek ważki z rodziny Euphaeidae. Występuje na chińskiej wyspie Hajnan.